# Oculocytheropteron wellingtoniense
Oculocytheropteron wellingtoniense is een mosselkreeftjessoort uit de familie van de Cytheruridae. De wetenschappelijke naam van de soort is voor het eerst geldig gepubliceerd in 1880 door Brady.